# Gyda Enger
Pour les articles homonymes, voir Enger (homonymie).
Gyda Enger est une sauteuse à ski norvégienne, née le 14 janvier 1993 à Hernes.

## Biographie
Licenciée au club de son village natal Hernes, Gyda Enger prend part à sa première compétition internationale en 2006 à l'occasion de la Coupe continentale à Vaaler. Elle atteint plusieurs fois le top dix en 2008, année de son entrée dans l'équipe nationale, mais obtient que deux podiums en 2014, lorsqu'il s'agit de la deuxième division mondiale. En 2010, elle est championne de Norvège en individuel.
En 2011, elle est sélectionnée pour ses premiers Championnats du monde à Oslo, prenant la 26e place. L'hiver suivant, elle prend part à la première édition de la Coupe du monde féminine et marque son premier point à Predazzo (30e). C'est en janvier 2014, qu'elle établit sa meilleure performance dans le circuit mondial, avec une sixième place au concours de Tchaikovsky. En fin de saison, elle est aussi huitième à Oslo.
Elle participe au premier concours féminin aux Jeux olympiques en 2014, in extremis, remplaçant Alexandra Pretorius, blessée, pour se classer 24e.
En 2015, après une opération au genou, liée à une complication d'une blessure contractée à l'hiver 2008-2009, elle prend la décision de metter un terme à sa carrière sportive.

## Palmarès

### Jeux olympiques
| Épreuve / Édition | Sotchi 2014 |
| Saut à ski        | 24e         |

### Championnats du monde
| Épreuve / Édition | Oslo 2011 | Falun 2015 |
| Individuel        | 26e       | 28e        |

### Coupe du monde
- Meilleur classement général : 28e en 2014.
- Meilleur résultat : 6e.

#### Classements généraux annuels
| Année | Rang |
| 2012  | 52e  |
| 2013  | 49e  |
| 2014  | 28e  |
| 2015  | 38e  |

### Coupe continentale
- 2 podiums.